# Вдова Івана Сірка і Сірченки
Вдова Івана Сірка і Сірченки — українська дума про долю дружини і дітей кошового отамана Івана Сірка. Записана в 1805 році від сліпця Івана. Опублікована Павлом Житецьким у «Повести малороссийские числом 16…» в книзі «Мысли о народных малорусских думах». К., 1893, с. 241–243. Відомий єдиний варіант цієї думи.